# 建州女真
建州女真，明代女真族三大部之一，明代女真分为建州、海西、野人三部。建州女真主要分佈於今牡丹江、綏芬河及長白山一帶。
建州女真原居於牡丹江與松花江匯流地方，主要组成为在辽金时代为完颜部附庸的五国部，为渤海国粟末靺鞨后裔。最终胡里改部遷至原渤海故地（今綏芬河流域）。元代于五国部旧地设立拖温、斡朵里、胡里改、孛苦江、脱斡怜五个女真万户府，隶属辽阳行省管辖。元末明初，其中三个女真万户分别在胡里改部酋長阿哈出、斡朵里部酋长猛哥帖木兒带领下開始向東南遷移归附明朝。
明朝在他們新的聚居地依據原渤海國建州的地名，設置了三個羈縻卫所，以胡里改部为中心建立建州衛（建於正統三年、1438年）、斡朵里部分置建州左衛（建於正統五年、1440年）和建州右衛（建於正統七年、1442年），合稱建州三衛，委任各部首領，依照舊俗，各統其屬（類似於土司）。
萬曆十一年（1583年）五月，被明朝袭封为建州左卫都指挥使的努爾哈赤對圖倫城發起了襲擊，開啟了统一建州女真之戰，最後於萬曆十六年（1588年）攻克完顏（王甲）城，消滅了其在建州女真的最後一個強大對手完顏部。

## 建州女真八部
1. 苏克素护河部，亦作苏护或苏浒河部，因居地临水得名，今称苏子河
2. 浑河部，以水得名，约分布在今抚顺市东南的浑河流域地区
3. 哲陈部，哲陈为满语，满文写作ᠵᡝᠴᡝᠨ (jecen)，疆、城郭之意，因居建州女真区域西北角得名，地在今苏子河与浑河合流处一带
4. 完颜部，一作王甲部，分布在今新宾满族自治县东北的浑江上游地区；
5. 栋鄂部，一作董鄂部，以水得名，居今称大雅儿浒河流域
6. 鸭绿江部，居今鸭绿江上游地区，有人认为该部居民是明成化年间（1465—1487）从图们江流域来投的毛怜卫人
7. 讷殷部，以水得名，地在今松花江上游地区
8. 珠舍里部，分布在朱色冷河（今二道江）流域，地在今吉林省安图县境。他們中有一個叫楊里人的群體分布在會寧一帶。

## 领袖
1. 阿哈出，完颜氏[3]，胡里改部首领，后代为建州女真完颜部（王甲部）[4]
2. 猛哥帖木儿，交鲁氏（觉罗氏），斡朵里部首领，爱新觉罗氏先祖，李朝实录记载，“斡朵里乃大金支裔”[5]

## 延伸阅读
[在维基数据编辑]
 《清史稿/卷222》，出自趙爾巽《清史稿》